# Bruce Tulloh
Michael Swinton Tulloh, detto Bruce (29 settembre 1935 – 28 aprile 2018), è stato un mezzofondista britannico.

## Palmarès

### Europei
- 1 medaglia:
  - 1 oro (Belgrado 1962 nei 5000 metri piani)

## Altre competizioni internazionali
1966
- Argento al Trofeo Sant'Agata ( Catania)